# Lellig
Lellig (luxemburgisch Lellegⓘ) ist eine Ortschaft in der luxemburgischen Gemeinde Manternach. Lellig hat 252 Einwohner (Stand: 2021) und ist an der Landstraße CR 139 von Manternach nach Herborn – Osweiler – Echternach gelegen.

## Allgemeines
Die 1870 erbaute Kirche ist dem Hl. Anton geweiht.
Das „Lelliger Plateau“ mit mineralischem Untergrund aus Keuper und Muschelkalk wird landwirtschaftlich genutzt, indem Weidewirtschaft betrieben sowie Viehfutterpflanzen angebaut werden, wie Mais und Luzerne.
Im Wald auf dem 328 m hohen Weiler liegt ein ummauerter römischer Grabgarten sowie die Überreste eines römischen Pfeilergrabmals, die als Denkmäler restauriert wurde.

## Wegekreuze in Lellig

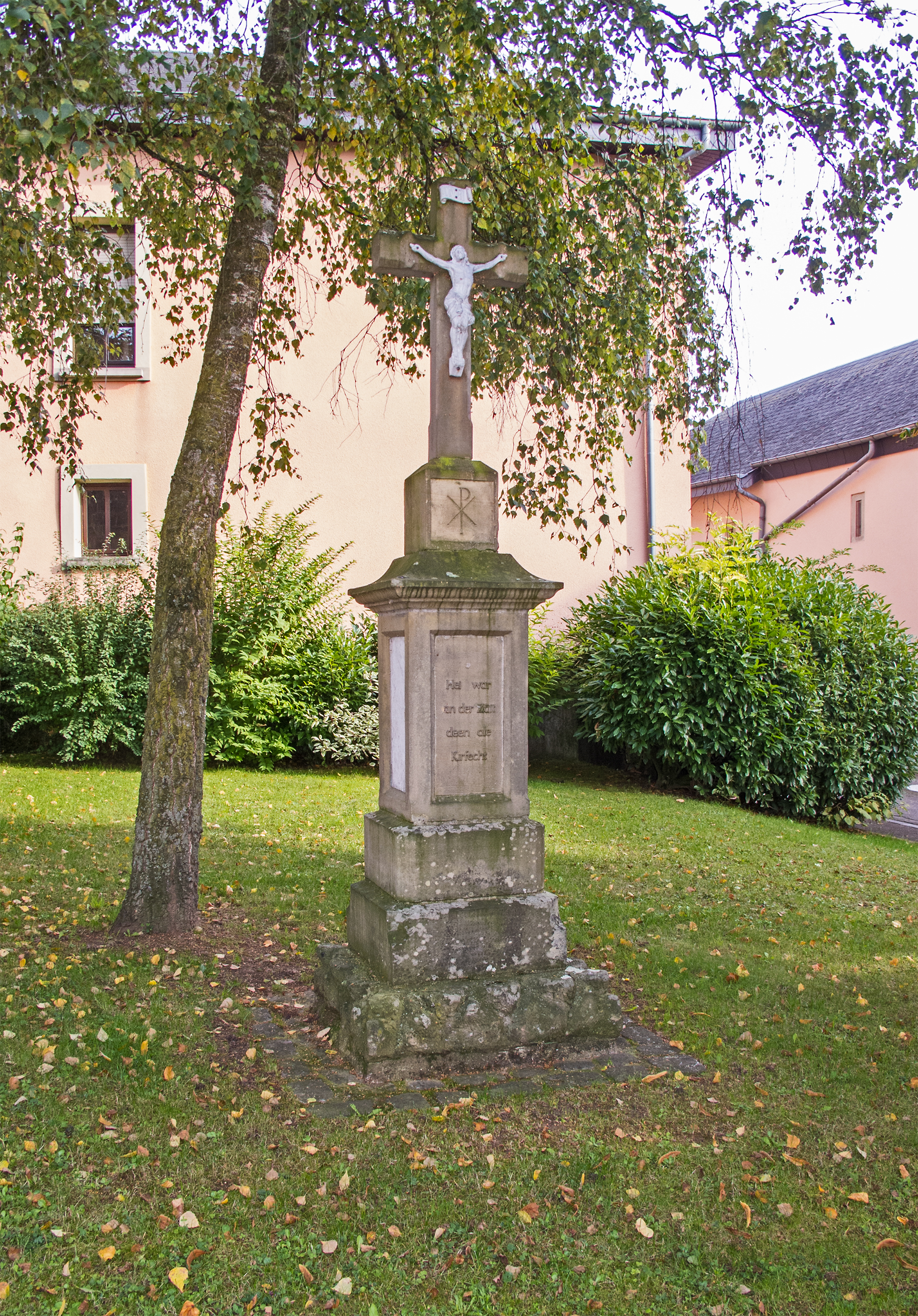
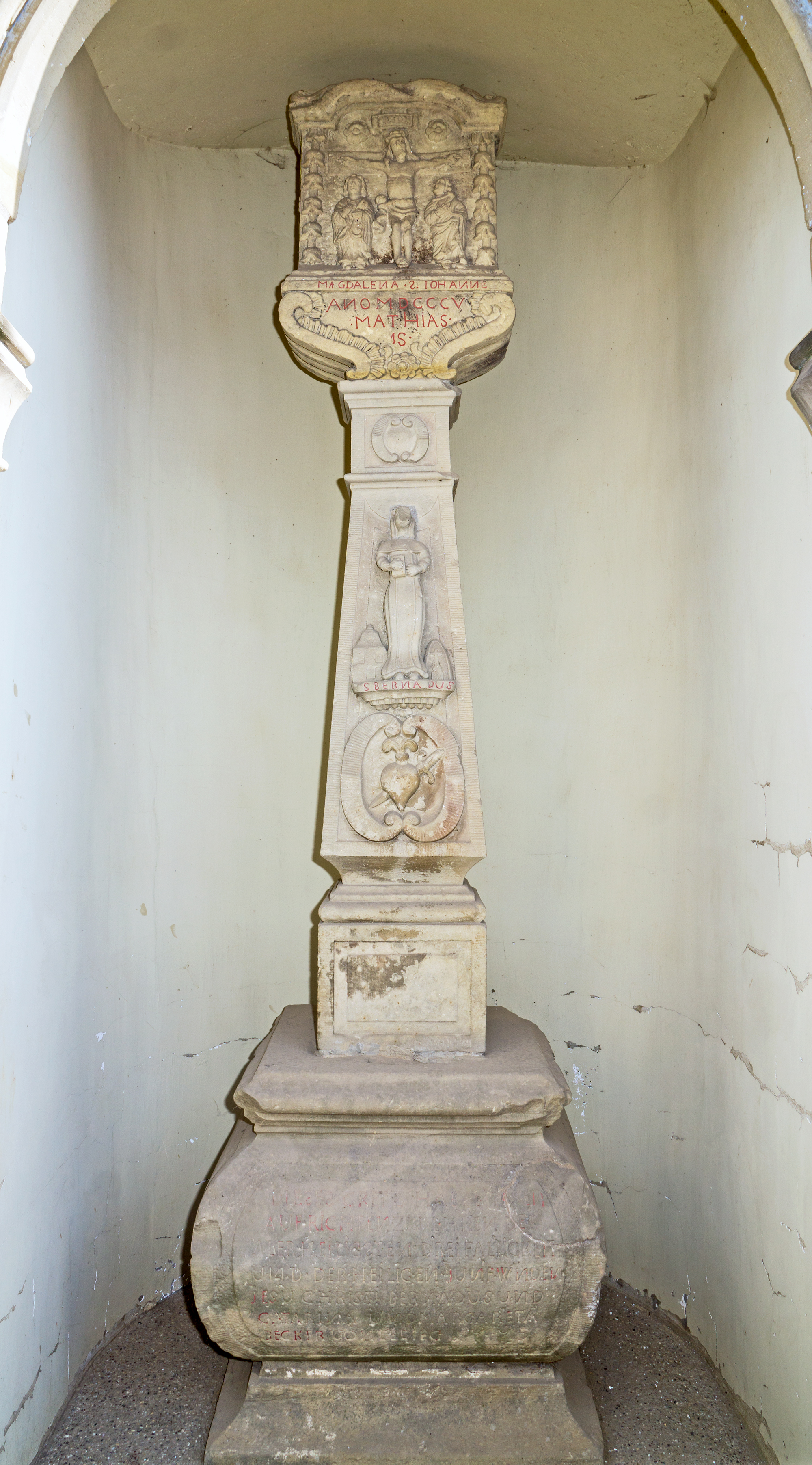
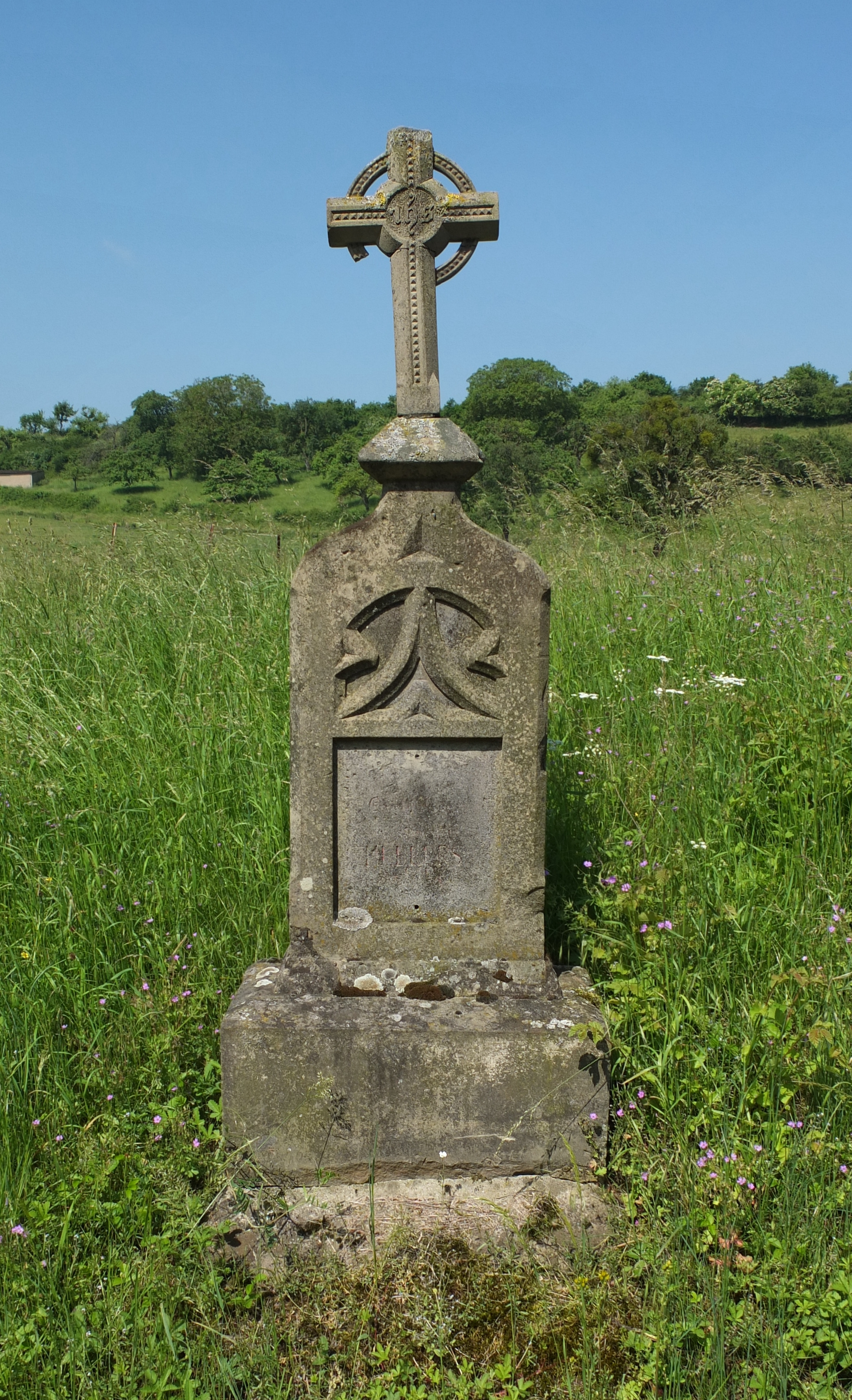

## Bilder

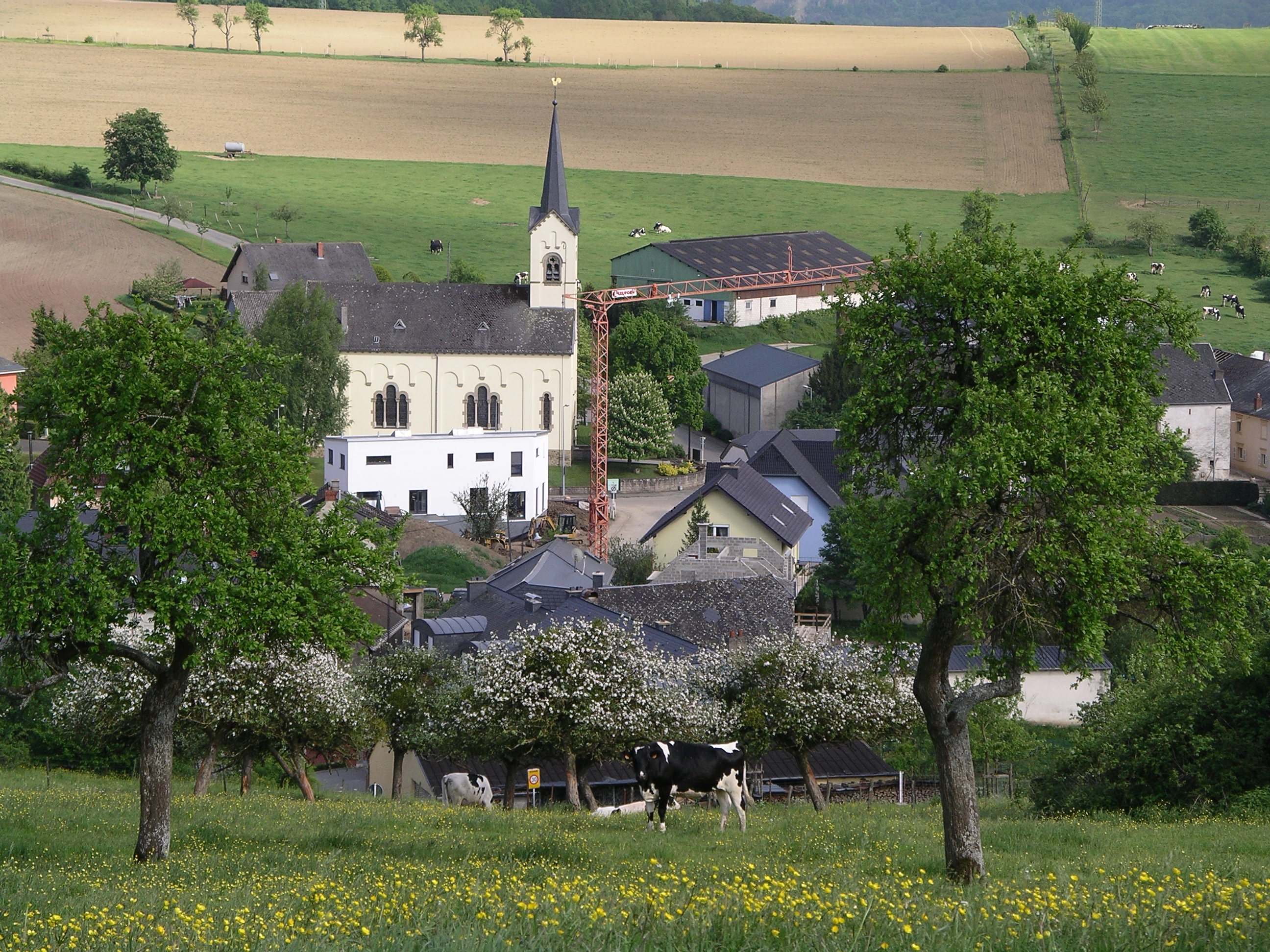
Kirche
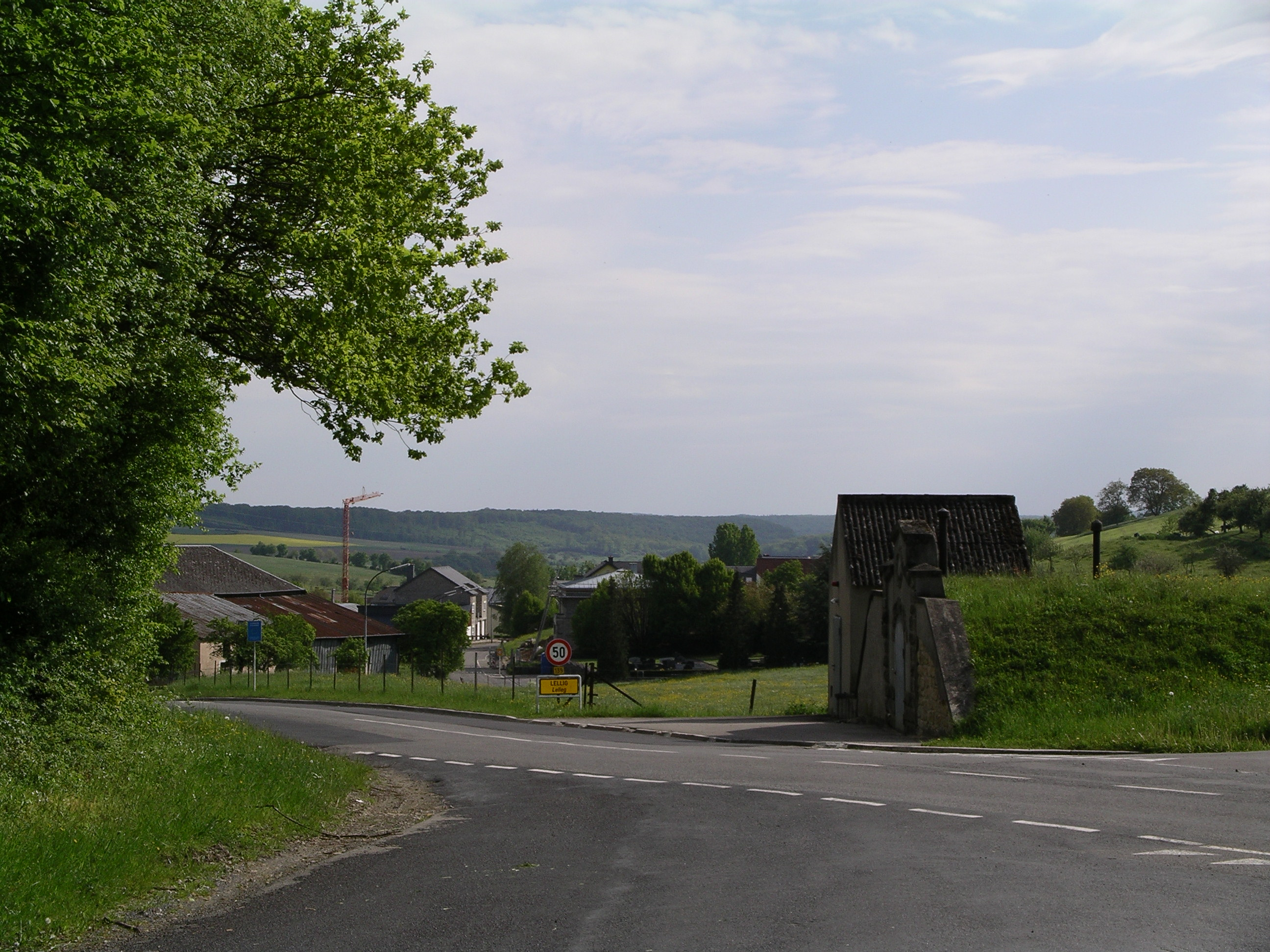
Echternacher Straße
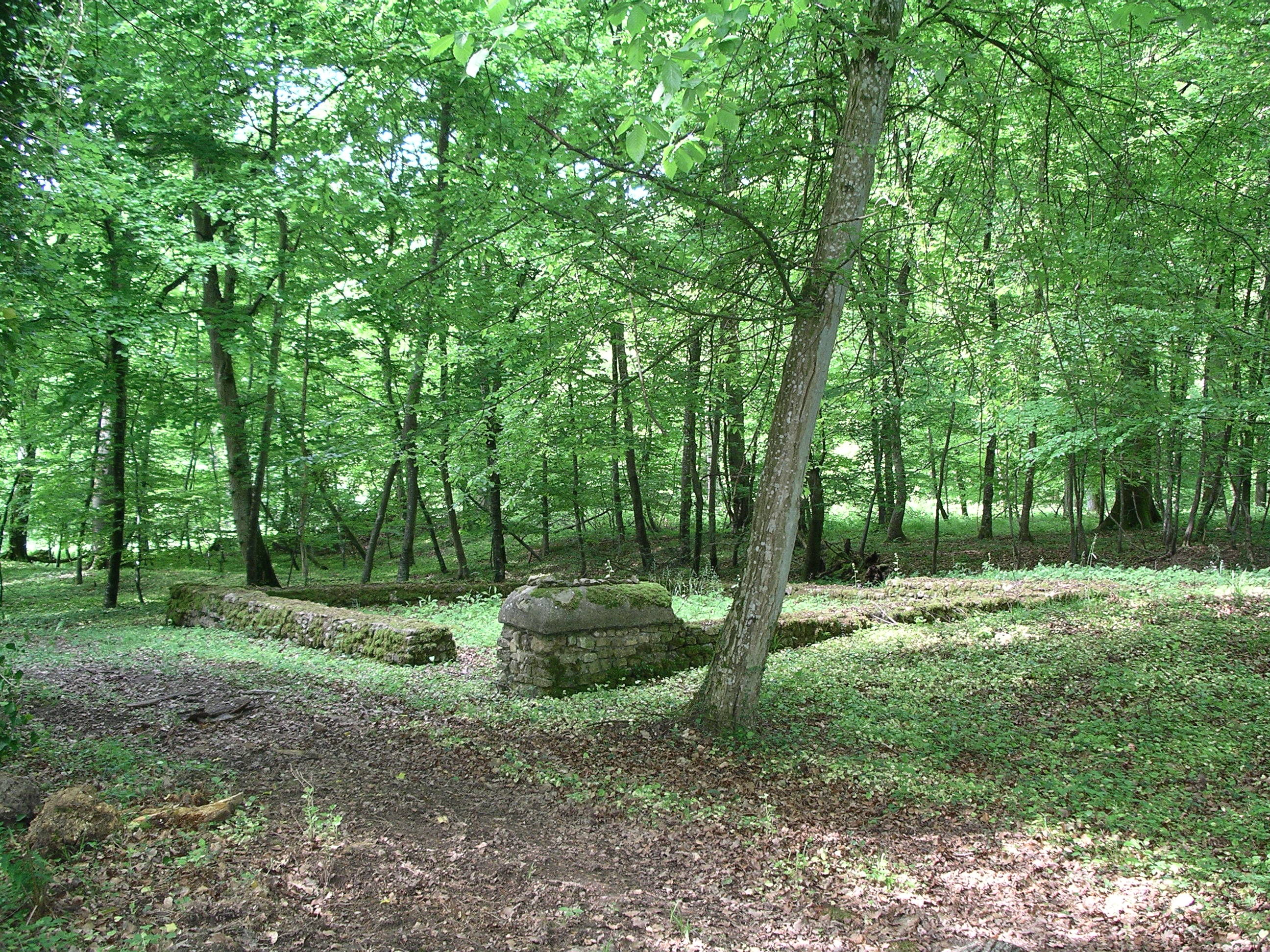
Römischer Friedhof